# Thomas Nast
Thomas H. Nast (Landau, 27 de setembro de 1840 — Guayaquil, 7 de setembro de 1902) foi um famoso caricaturista e cartunista do século XIX, considerado um dos pais da charge política americana.
Nast foi o responsável pela criação da imagem do Papai Noel (Pai Natal em Portugal) como conhecemos nos dias de hoje (roupas vermelhas com detalhes em branco e cinto preto), ao contrário do que muita gente pensa.
Após sua morte, foi sepultado no Cemitério de Woodlawn, em Nova Iorque, Estados Unidos.
No natal de 2010, a editora digital Label1 publicou uma obra em homenagem ao cartunista, chamada Santa Claus' Father - O Criador do Papai Noel.

## Galeria

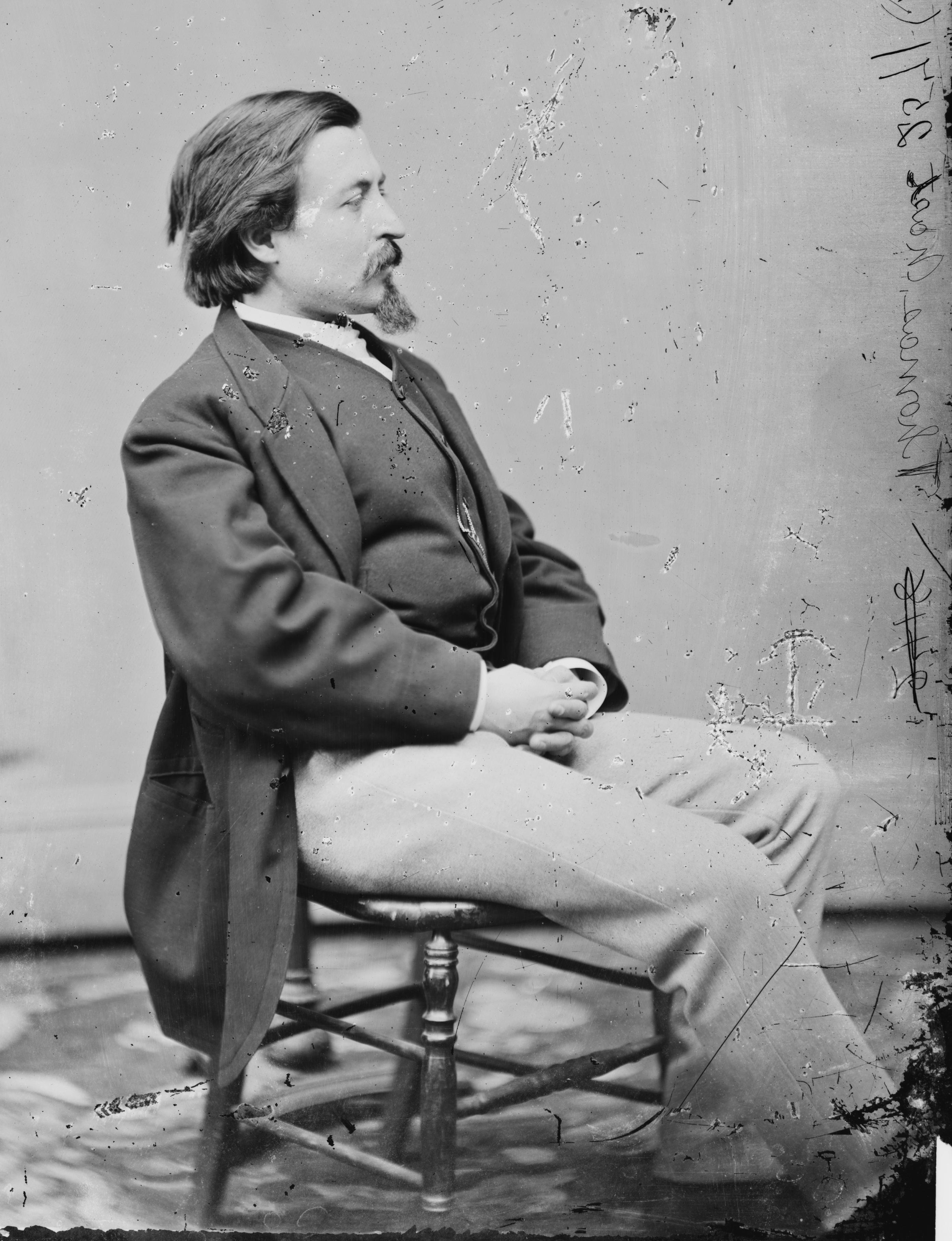
Fotografia de Nast feita entre 1860 e 1875 por Mathew Brady ou Levin Handy
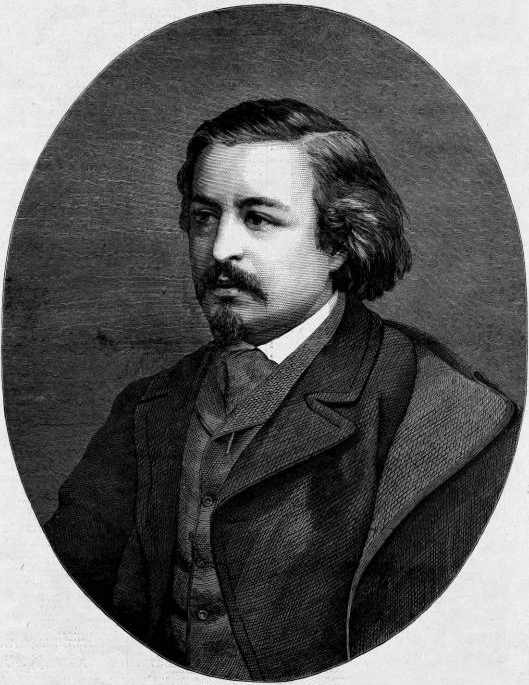
Thomas Nast, Harpers Weekly, 1867
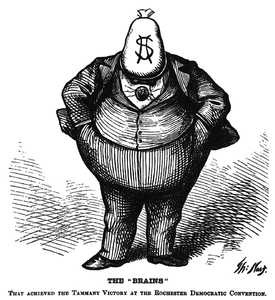
The "Brains"